# Michael Blümelhuber

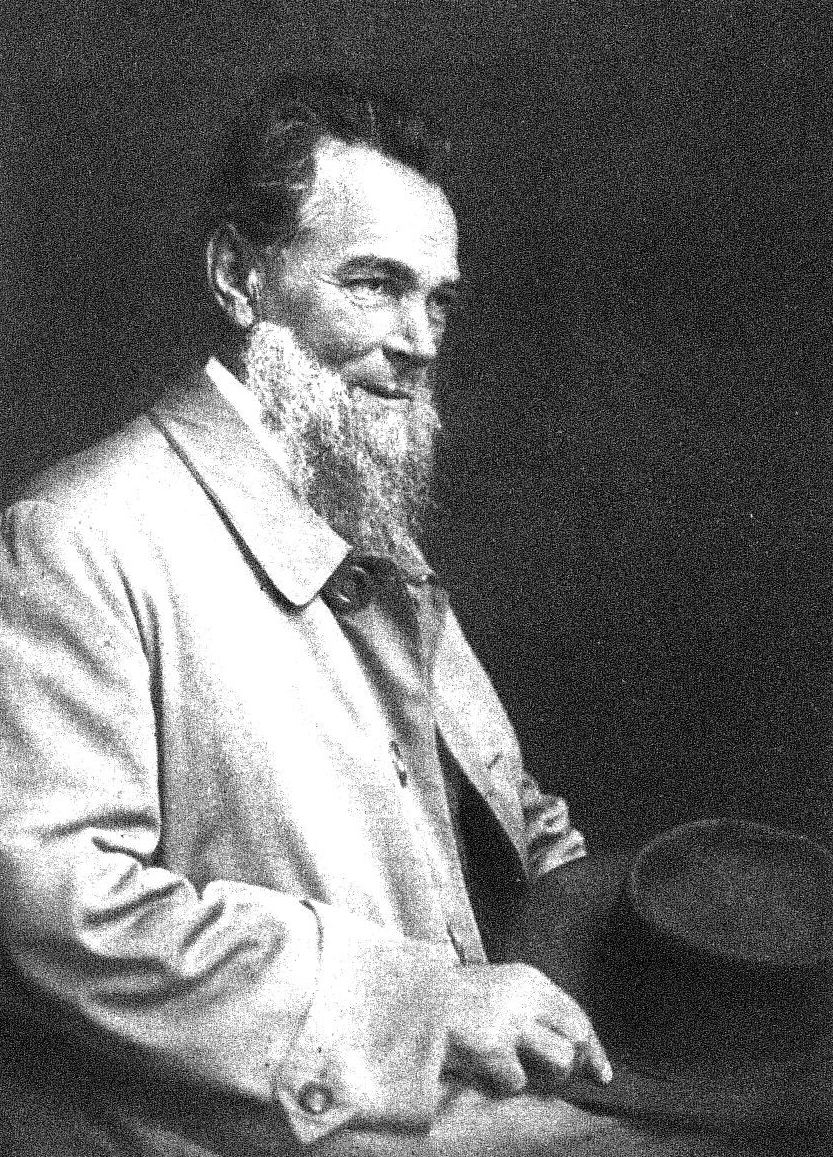
Porträt von 1920 oder früher

Michael Blümelhuber (* 23. September 1865 in Unterhimmel-Christkindl; † 20. Jänner 1936 in Steyr) war ein österreichischer Stahlschneider.

## Leben
Blümelhuber gründete 1910 in Steyr ein Meisteratelier (aufgelöst 1942) und brachte durch den „Ajourschnitt“ den Stahlschnitt auf künstlerische Höhe. Seine Arbeiten wurden auf der Weltausstellung Paris 1900 international beachtet.
Der Stahlschnitt – oder auch Stahlgravur genannt – ist im weitesten Sinn eine Weiterentwicklung der Handgravurtechnik. Das Hauptaugenmerk liegt auf der plastischen, dreidimensionalen Gestaltung des Stahls. Diese Arbeitstechnik nahm ihren Ursprung in der Entwicklung der Werkzeugstahltechnologie im 17. Jahrhundert. Gearbeitet wird mit Meißeln und mit einem Ziselierhammer; die Feinarbeit geschieht mit Handgraviersticheln und Punzen, mit denen die Oberfläche geglättet und die Kontur ausgearbeitet wird. Zu Beginn wurden mit dieser Technik Gebrauchsgegenstände und Waffen gefertigt und veredelt. Erst Blümelhuber fertigte in dieser Technik auch Kunstgegenstände an.

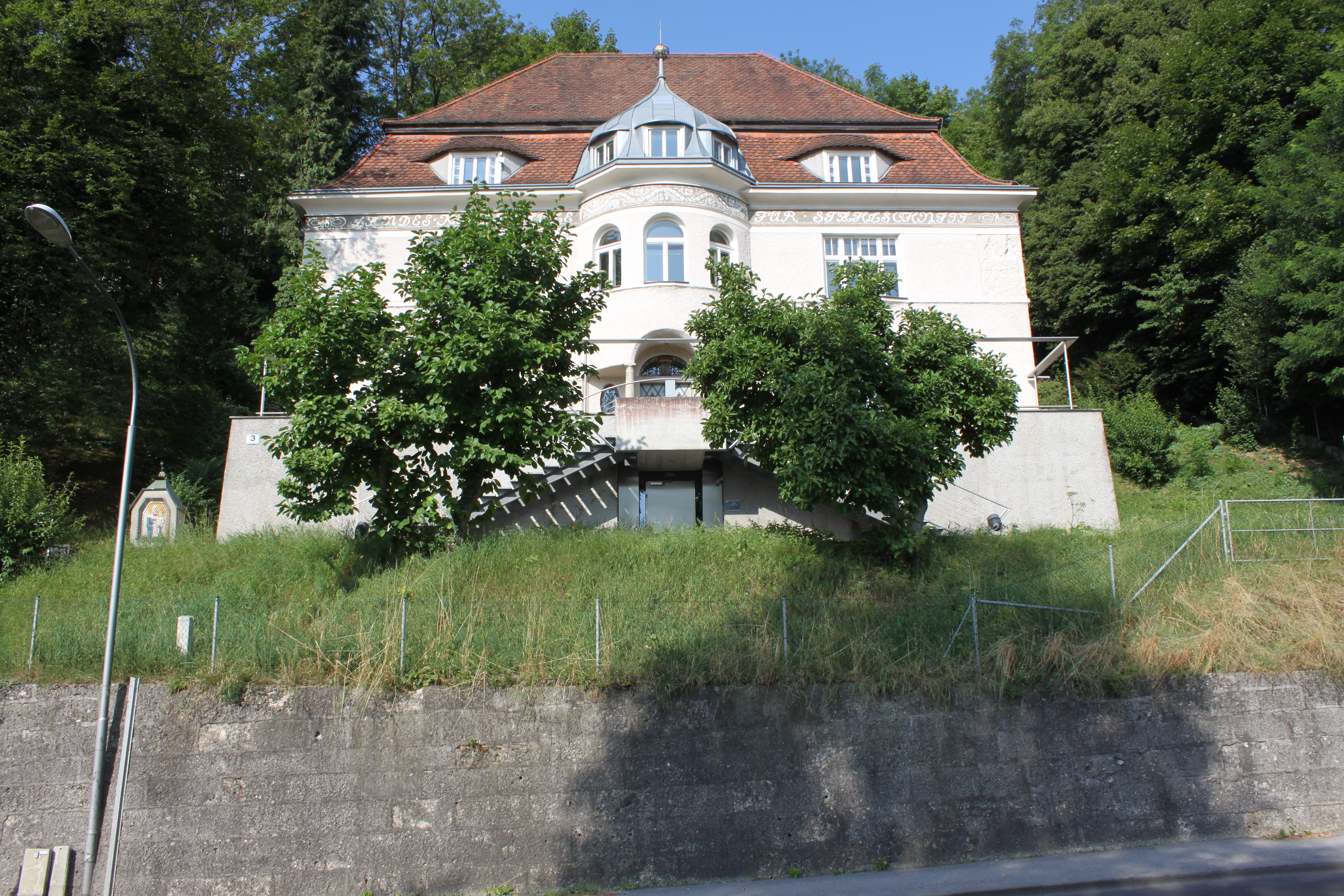
Blümelhubervilla in Steyr

In Blümelhubers Wohn- und Arbeitsvilla in Steyr wurde später die Fachschule für Stahlschnitt und Gravur untergebracht.

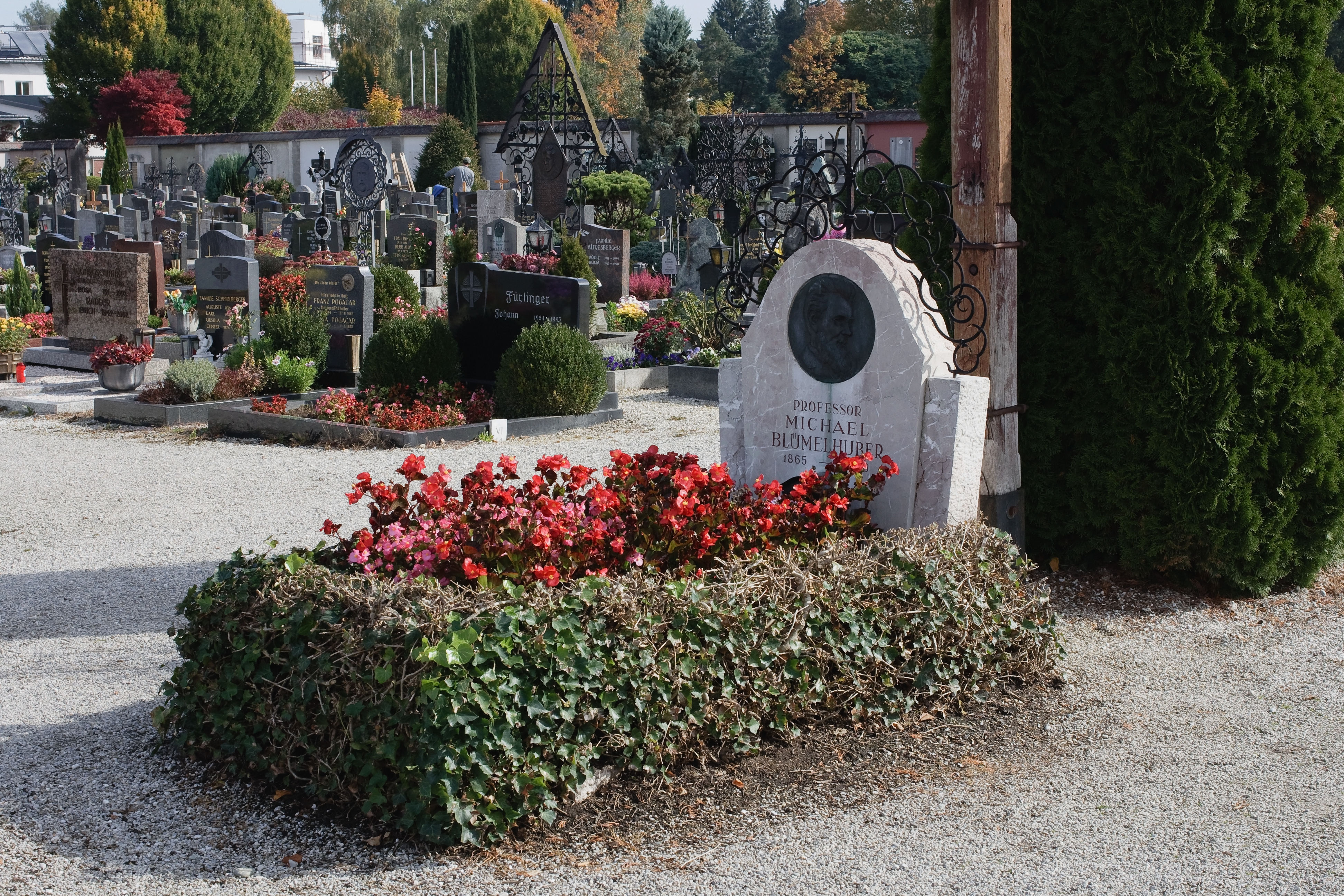
Grab am Taborfriedhof

Seine Grabstätte befindet sich am Steyrer Taborfriedhof.

## Werke
Zu Michael Blümelhubers erhaltenen Werken zählen:
- das „Kalksburger Kreuz“ (1911)
- die Unika-Plakette Evangelium. Sie erhielt 1921 den Staatspreis der österreichischen Republik.[3]
- die Stahlplastik Deutsche Zukunft – Menschheitszukunft (1922)[4]
- der Schlüssel für den neuen Linzer Dom (1924)
- ein Reliquienkreuz für St. Stephan (1927)
- die Stahlplastik Arche Noah (um 1930)[4]

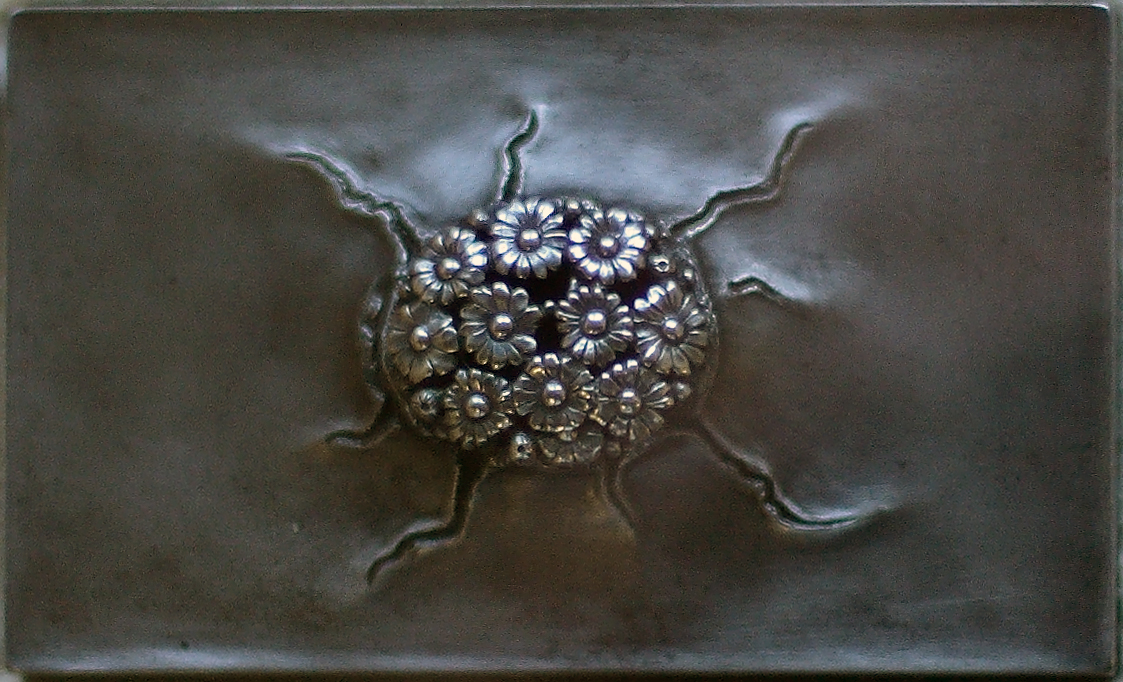
Plakette „Evangelium“. Eine Gruppe Blumen bricht durch Waffenstahl
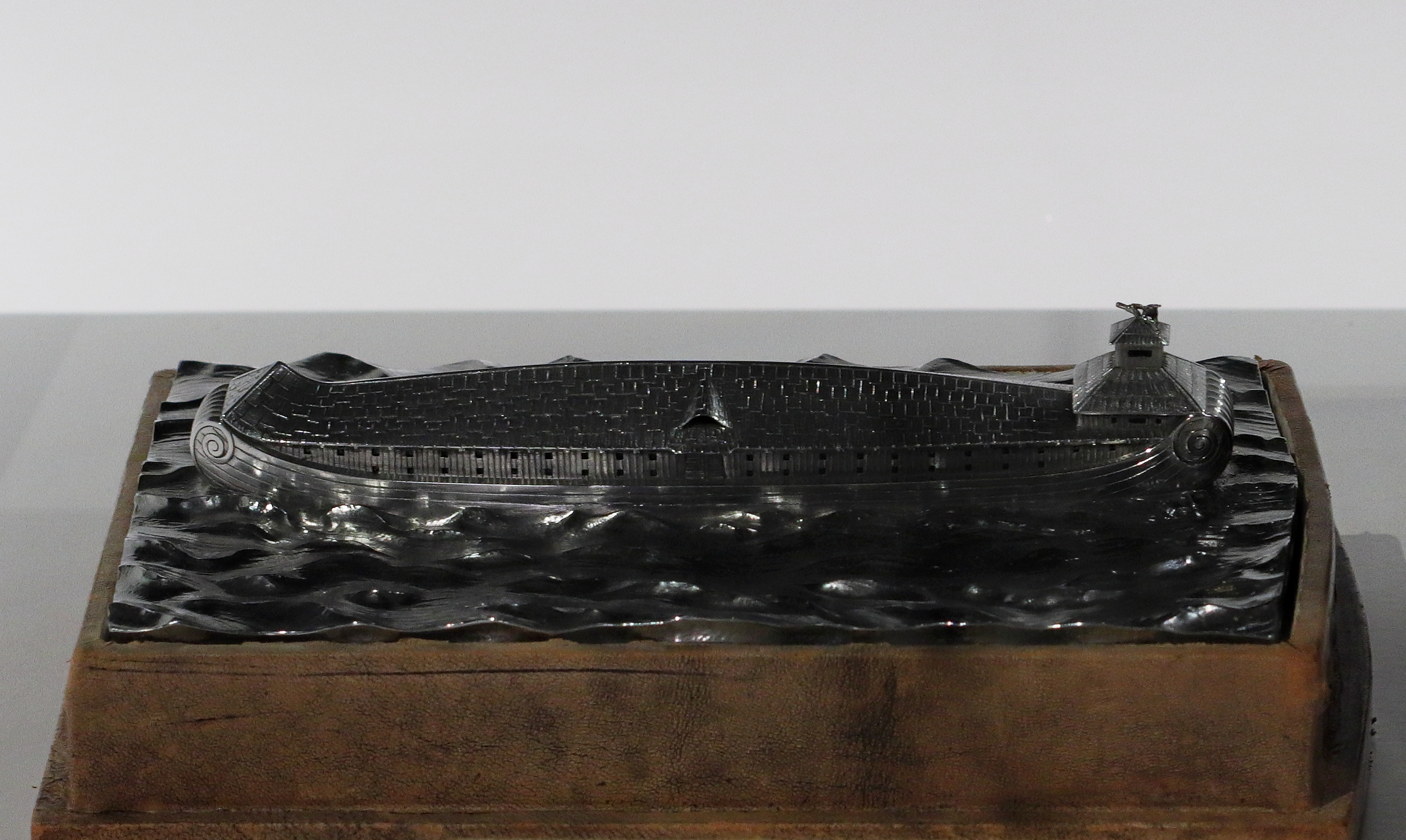
Arche Noah

## Würdigung
Die Michael-Blümelhuber-Straße in Steyr wurde 1935 erstmals benannt. Nach einer Umbenennung 1942 in Franz-Ritter-von-Epp-Straße erhielt sie nach Kriegsende wieder ihren alten Namen. Sie verläuft von der Schlüsselhofgasse zur Ennser Straße.
Im Jahr 1936 wurde in Wien-Ottakring (16. Bezirk) die Blümelhubergasse benannt.
Die Blümelhuberstraße in Linz wurde 1956 benannt. Sie verläuft von der Wiener Straße zur Lunzerstraße.

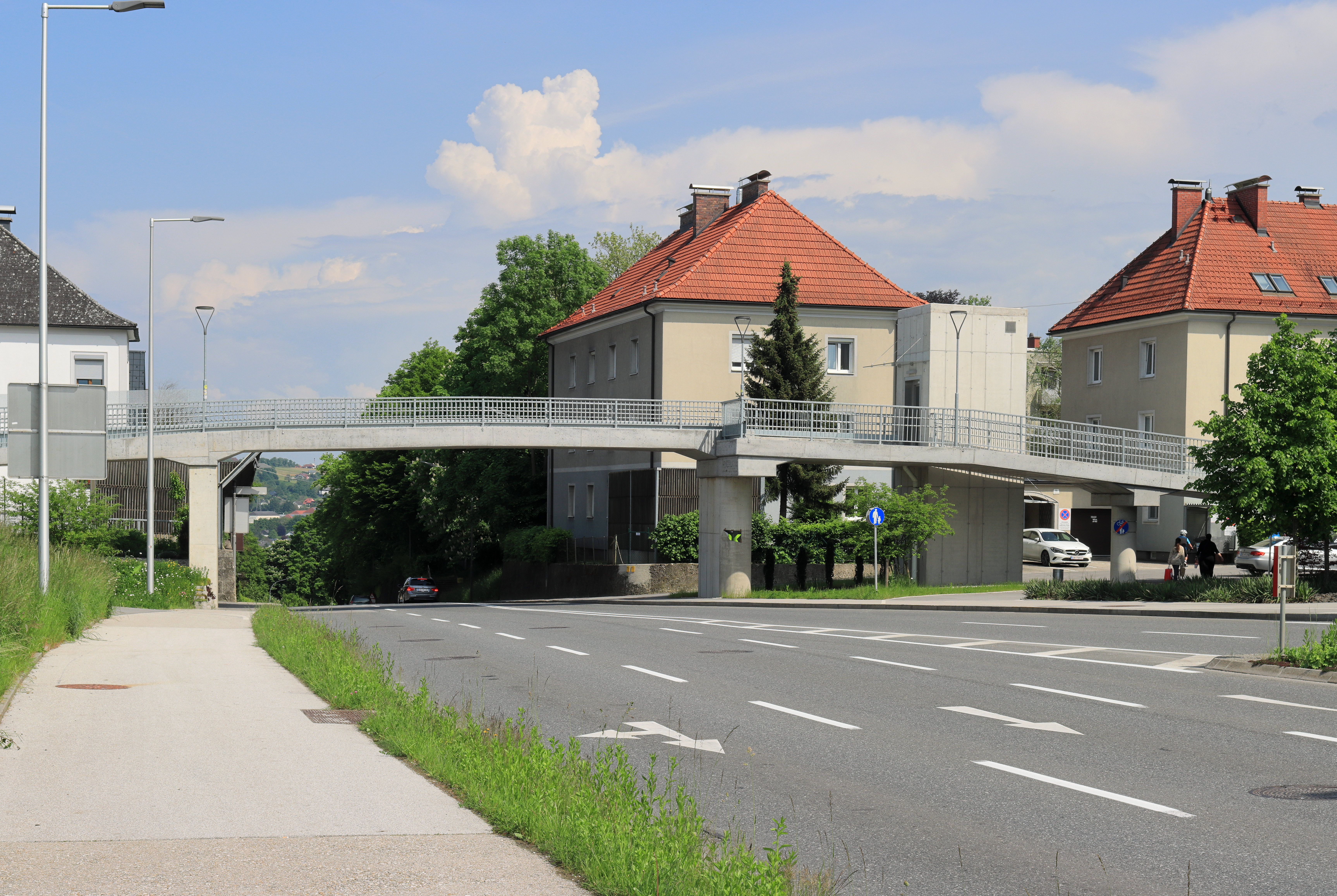
Michael-Blümelhuber-Straße in Steyr
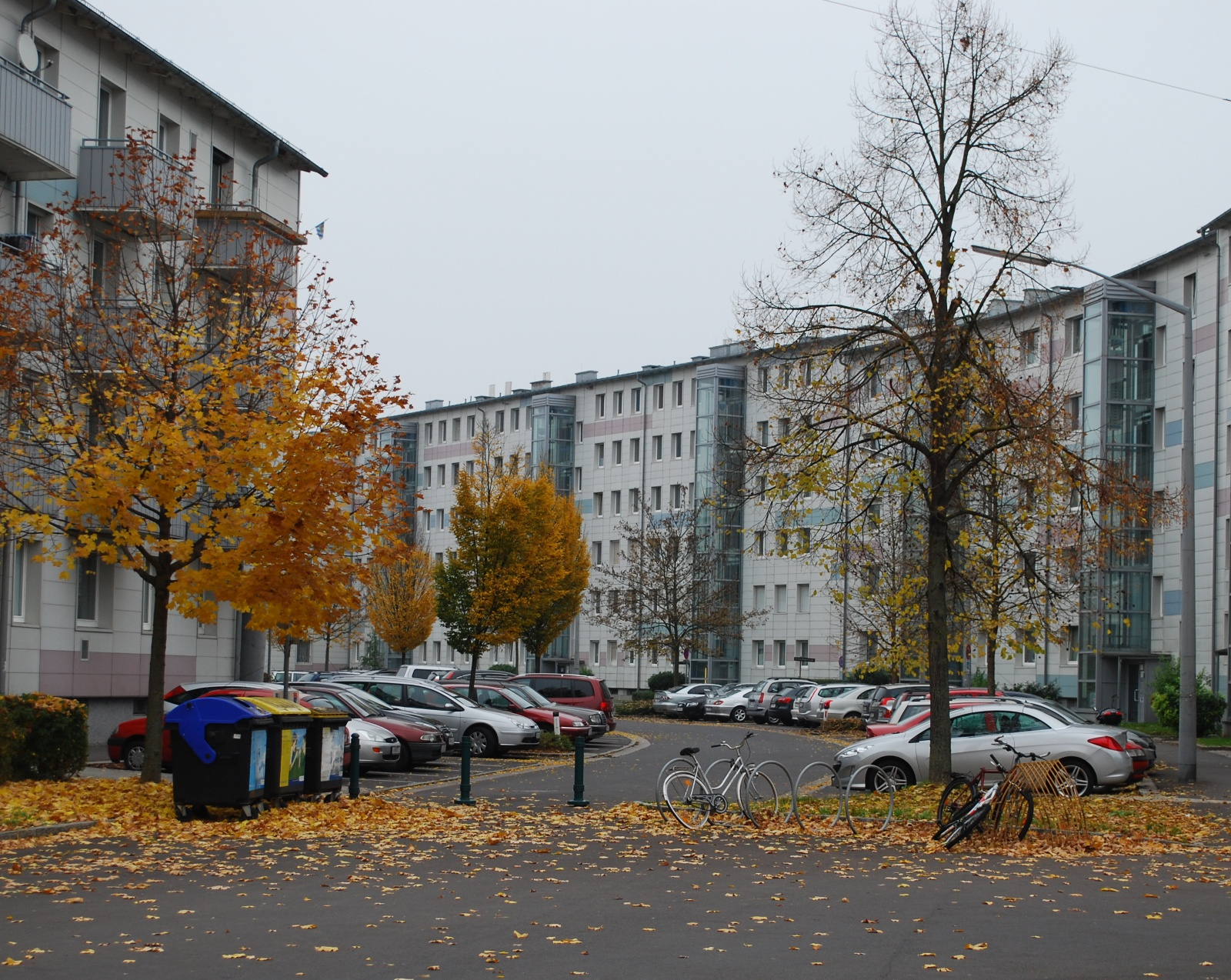
Blümelhuberstraße in Linz